# ورتیل
ورتیل (به لاتین: Vertil) یک منطقهٔ مسکونی در روسیه است که در داغستان واقع شده‌است.